# Daniel Tammet
Daniel Tammet (FRSA) (Barking, Londres, 31 de gener de 1979) és un assagista anglès, novel·lista, traductor i autista savant.
Es va fer conegut per la seva sinestèsia, l'origen de les seves habilitats de memòria. El 14 de març de 2004 va recitar els primers 22.514 decimals del nombre π en 5 hores, 9 minuts i 24 segons, establint un rècord mundial.
En les seves memòries, Born on a Blue Day (Nascut en un dia blau, 2006), sobre la seva vida amb la síndrome d'Asperger i la síndrome de savant, va ser nomenat «el millor llibre per a joves adults» el 2008 per la revista Young Adult Library Services de l'American Library Association. El seu segon llibre, Embracing the Wide Sky (Abraçant el cel ample, 2009), va ser un dels llibres més venuts a França el 2009. El seu tercer llibre, Thinking in Numbers (Pensant en nombres, 2012), va ser publicat el 16 d'agost de 2012 per Hodder & Stoughton al Regne Unit i el 30 de juliol de 2013 per Little, Brown and Company als Estats Units i el Canadà. Mishenka (2016), la seva primera novel·la, es va publicar a França i el Quebec l'any 2016. Els seus llibres s'han publicat en més de 20 idiomes.
Va ser elegit el 2012 com a fellow de la Royal Society of Arts.

## Vida personal
Daniel Tammet, nascut com Daniel Paul Corney, va créixer a Barking i Dagenham, a l'East end de Londres (Anglaterra), com el major de nou germans. Quan era petit va patir convulsions epilèptiques, que posteriorment va superar després del tractament mèdic.
Va participar dues vegades en el Campionat Mundial de Memòria a Londres amb el seu nom de naixement, quedant 11è el 1999 i 4t el 2000.
Va canviar el seu nom per deed poll, ja que «no s'adaptava a la manera com es veia a si mateix». Va escollir la paraula estoniana tammet (roure).
Als vint-i-cinc anys, va ser diagnosticat amb síndrome d'Asperger per Simon Baron-Cohen del Centre de Recerca d'Autisme de la Universitat de Cambridge. Segons Darold Treffert, el principal investigador mundial en l'estudi de la síndrome de savant, Tammet és un dels poc centenars de «savis prodigiosos».
Va ser objecte d'un documental titulat Extraordinary People: The Boy with the Incredible Brain (Gent extraordinària: el noi amb el cervell increïble), el primer retransmès a la cadena britànica Channel 4 el 23 de maig de 2005.
Va conèixer l'enginyer de programari Neil Mitchell l'any 2000. Van viure a Kent (Anglaterra), on tenien una vida tranquil·la a casa amb els seus gats. Ell i Mitchell van operar l'empresa d'aprenentatge virtual Optimnem, on van crear i publicar cursos d'idiomes. Actualment, Tammet viu a París (França) amb el seu marit Jérôme Tabet, un fotògraf francès que va conèixer mentre promocionava la seva autobiografia.
Tammet es va graduar a l'Open University i llicenciar en Bachelor of Arts (First class honours) en Humanitats.

## Carrera

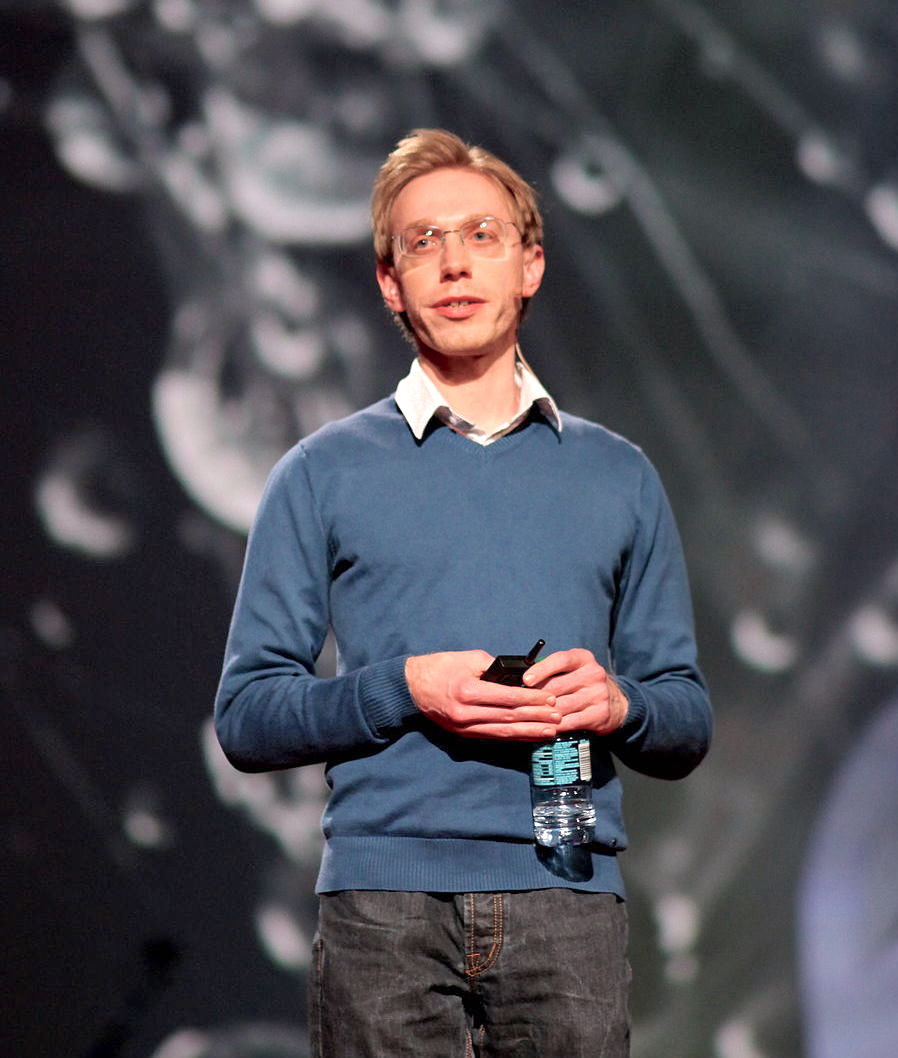
Tammet al TED (2011)

El 2002, Tammet va llançar el lloc web, Optimnem. El lloc ofereix cursos d'idiomes (actualment francès i castellà) i és un membre acceptat de la National Grid for Learning (NGfL) del Regne Unit des del 2006.
Born on a Blue Day, va rebre l'atenció dels mitjans de comunicació internacionals i elogis des crítics. Ray Olson van declarar a la revista Booklist que l'autobiografia de Tammet era «tan fascinant com la de Benjamin Franklin i John Stuart Mill», i que Tammet va escriure «algunes de les proses més clares d'aquesta banda d'Hemingway». Les crítiques de Kirkus Reviews van afirmar que el llibre «transcendeix el gènere de la discapacitat de la memòria». En la seva gira del llibre als Estats Units, Tammet va aparèixer en diversos programes de televisió, ràdio i espectacles especials, incloent 60 Minutes i Late Show with David Letterman. Al febrer de 2007, Born on a Blue Day va ser serialitzat (història dividida en capítols) com el llibre de la setmana de la BBC Radio 4 al Regne Unit.
El seu segon llibre, Embracing the Wide Sky, es va publicar el 2009. El professor Allan Snyder, director del Centre for the Mind de la Universitat de Sydney, va qualificar l'obra com «un èxit extraordinari i monumental». Tammet argumenta que les seves habilitats savants no són «sobrenaturals» sinó que són «un creixement» de «formes naturals i instintives de pensar sobre nombres i paraules». Ell suggereix que els cervells dels savants poden, fins a cert punt, ser reciclats, i que els cervells normals es poden ensenyar a desenvolupar algunes habilitats savants.
Thinking in Numbers, una col·lecció d'assaigs, es va publicar per primera vegada el 2012 i serialitzat com el llibre de la Setmana de la BBC Radio 4 al Regne Unit.
La seva traducció al francès d'una selecció de poesies de Les Murray va ser publicada per L'Iconoclaste a França el 2014.
La primera novel·la de Tammet, Mishenka, es va publicar a França i el Quebec el 2016.
Every Word is a Bird We Teach to Sing, una col·lecció d'assaigs sobre el llenguatge, es va publicar al Regne Unit, Estats Units i França el 2017. En una revisió del llibre de Wall Street Journal, Brad Leithauser va assenyalar que «en termes de gèneres literaris, una cosa nova i entranyable es troba dins dels seus llibres» i que l'autor va mostrar «una comprensió del llenguatge i una barreja de vocabulari que qualsevol poeta envejaria».

## Estudi científic
Després dels Campionats Mundials de la Memòria, Tammet va participar en un estudi en grup, més tard publicat a l'edició de New Year 2003 de Nature Neuroscience. Els investigadors van investigar els motius del rendiment superior dels campions de la memòria. Van informar que utilitzaven «estratègies per codificar informació amb l'únic propòsit de fer-la més memorable», i va concloure que la memòria superior no estava motivada per una excepcional habilitat intel·lectual o diferències en l'estructura del cervell.
En un altre estudi, Baron-Cohen i altres en el Centre d'Investigació d'Autisme van examinar les habilitats de Tammet al voltant del 2005. Tammet va demostrar tenir sinestèsia d'acord amb la «prova de veritat revisada», que prova la consistència dels subjectes en informar descripcions de la seva sinestèsia. Va realitzar bons resultats en les proves de memòria a curt termini (amb un interval d'11,5 dígits, on és típic 6,5). A la inversa, els resultats de les proves mostren la seva memòria de cares marcades al nivell esperat d'un nen de 6 a 8 anys en aquesta tasca. Els autors de l'estudi van especular que la seva memòria savant podria ser resultat de la sinestèsia combinada amb la síndrome d'Asperger, o podria ser el resultat d'estratègies mnemotècniques. Baron-Cohen, Bor i Billington també van investigar si la sinestèsia de Tammet i la síndrome d'Asperger explicaven les seves habilitats de memòria savant en un altre estudi publicat a Neurocase el 2008. Van concloure que les seves habilitats podrien explicar-se per la hiperactivitat en una regió cerebral (el còrtex prefrontal esquerra), que resulta de la seva síndrome d'Asperger i de la sinestèsia. A la tasca Navon, en relació amb els controls no-autistes, es va trobar que Tammet era més ràpid per trobar un objectiu a nivell local i estar menys distret per la interferència del nivell global. En una exploració fMRI, «Tammet no va activar les regions extraestriades del cervell normalment associades a la sinestèsia, el que suggereix que té una forma de sinestèsia inusual, més abstracta i conceptual». Publicat a Cerebral Cortex (2011), un estudi de fMRI dirigit pel professor Jean-Michel Hupé de la Universitat de Tolosa (França) no va observar cap activació de les àrees de color en deu sinestèsics. Hupé suggereix que l'experiència de color sinestèsic no es troba en el sistema de color del cervell, sinó que es tradueix en «una construcció complexa de significats en el cervell, que involucra no només la percepció, sinó el llenguatge, la memòria i l'emoció».
En el seu llibre Moonwalking with Einstein (Caminant sota la Luna amb Einstein, 2011), el periodista científic i l'excampió de la memòria dels Estats Units, Joshua Foer, especula que l'estudi dels enfocaments mnemotècnics convencionals ha tingut un paper en les gestes de memòria de Tammet. Tot i que accepta que Tammet compleix amb la definició estàndard d'un prodigiós savant, Foer suggereix que les seves habilitats poden reflectir simplement una formació intensiva amb tècniques de memòria estàndard, en lloc de qualsevol psicologia anormal o neurologia per se. En una revisió del seu llibre per a The New York Times, la psicòloga Alexandra Horowitz va descriure l'especulació de Foer com un dels pocs «errors» del llibre, qüestionant si era important que Tammet hagués utilitzat aquestes estratègies o no.

### Savantisme

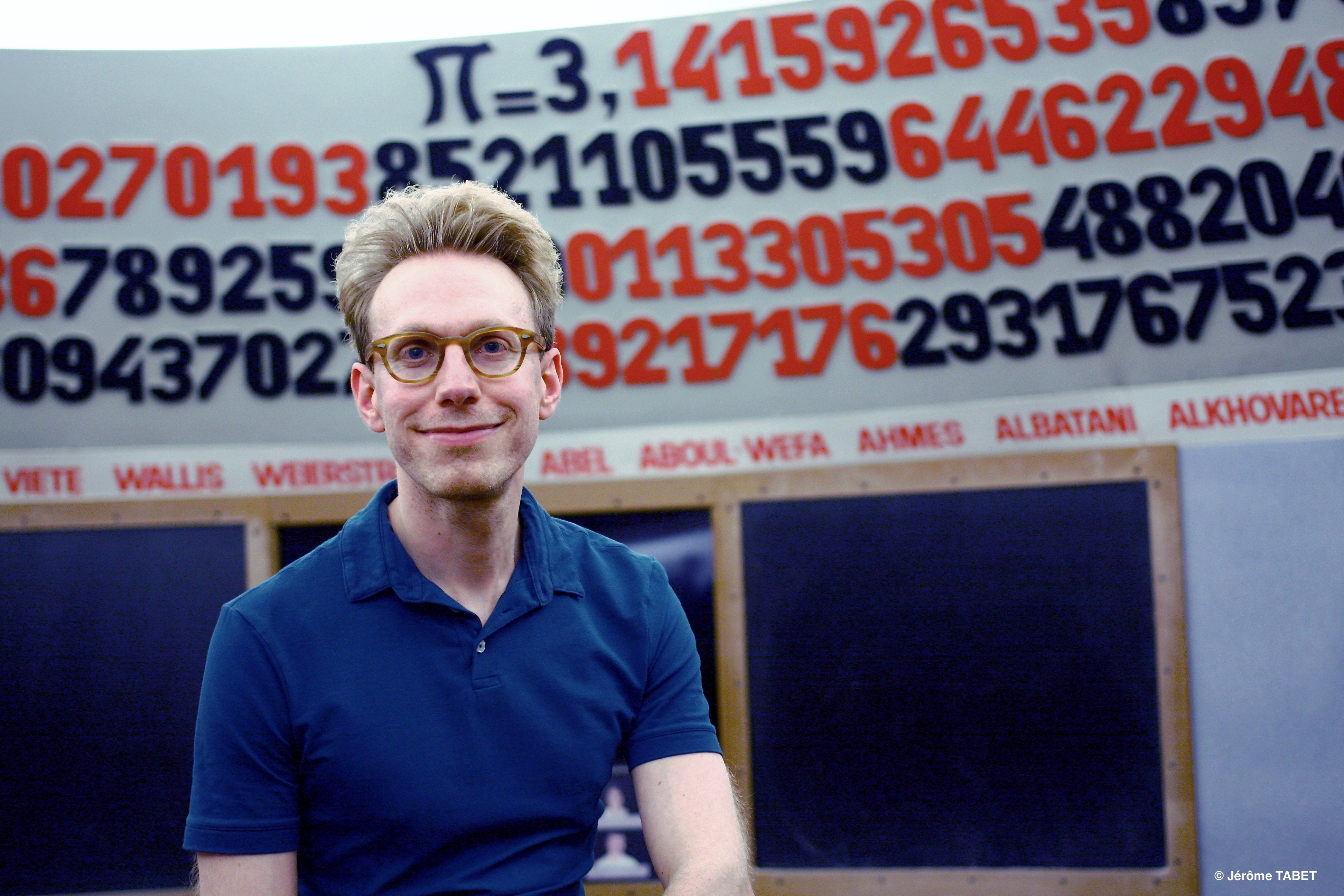
Daniel Tammet a la Sala π del Palau del Descobriment de París (2018)

Tammet ha estat estudiat repetidament pels investigadors de Gran Bretanya i els Estats Units, i ha estat objecte de diversos articles científics revisats per experts. El professor Allan Snyder de la Universitat Nacional Australiana ha dit d'ell: «Els savants no solen dir-nos com fan el que fan. Només ho saben ells. Daniel pot descriure el que veu al cap, per això és emocionant. Podria ser la Pedra de Rosetta».
En la seva ment, diu Tammet, cada nombre enter positiu fins a 10.000 té la seva pròpia forma, color, textura i sensació pròpia. Ha descrit la seva imatge visual de 289 com a particularment lletja, 333 com a particularment atractiva, i π, encara que no és un nombre enter, bell. El número 6 aparentment no té una imatge diferent, però ell descriu que és gairebé un petit no-res, oposat al número 9 que ell anomena gran, elevat i bastant intimidatori. També descriu el número 117 com «un nombre atractiu. És alt, és un nombre esquerp, una mica tèrbol». En les seves memòries, descriu experimentar una resposta sinestèsica i emocional dels números i les paraules.
Inicialment, Tammet va establir el rècord europeu de recitar el nombre π de memòria fins a 22.514 dígits en cinc hores i nou minuts el 14 de març de 2004. No obstant això, la revisió va revelar que va cometre el primer error en el 2965è decimal, i no va ser capaç de superar oficialment el rècord existent. El 29 d'abril de 2016, va revelar en un espectacle de televisió francès a Radio Classique que aquest esdeveniment va ser la inspiració de la cançó «Pi» de Kate Bush del seu àlbum Aerial. L'actual rècord europeu va ser establert per Rick de Jong el 2015 amb 22.612 dígits recitats.
Ell és políglota. A Born on a Blue Day, escriu que coneix deu llengües: anglès, finès, francès, alemany, lituà, esperanto, castellà, romanès, islandès i gal·lès. En Embracing the Wide Sky, escriu que va aprendre islandès a nivell de conversa en una setmana i després va aparèixer en una entrevista a Kastljós de la RÚV parlant aquesta llengua.

## Obra

### No-ficció
- Born on a Blue Day (2006)
- Embracing the Wide Sky (2009)
- Thinking in Numbers (2012)
- Every Word is a Bird We Teach to Sing (2017)

### Novel·les
- Mishenka (2016), en francès

### Assaigs
- «What It Feels Like To Be A Savant» en Esquire (agost de 2005).
- «Open Letter to Barack Obama» en The Advocate (desembre de 2008).
- «Olympics: Are the fastest and strongest reaching their mathematical limits?» en The Guardian (agost de 2012).[43]
- «What I'm thinking about … Tolstoy and maths» en The Guardian (agost de 2012).[44]
- «The Sultan's Sudoku» en la revista digital Aeon (desembre de 2012).[45]
- «Languages revealing worlds and selves» en The Times Literary Supplement (septembre de 2017).[46]

### Traduccions
- C'est une chose sérieuse que d'être parmi les hommes (2014), un llibre de poemes de Les Murray traduït per Tammet al francès.

### Introduccions de llibres
- Islands of Genius (2010), per Darold A. Treffert, M.D.

### Cançons
- 647 co-escriptor de la cançó amb el músic Florent Marchet en el seu àlbum Bamby Galaxy (gener de 2014).[47]

### Curtmetratge
- The Universe and Me (2017) Col·laboració amb el cineasta francès Thibaut Buccellato.

### Mänti
El mänti és una llengua planificada que Tammet va publicar el 2006. La paraula «mänti» prové de la paraula finesa mänty (pi). El mänti utilitza vocabulari i gramàtica de les llengües ugrofineses. Algunes paraules de mostra són:
| Mänti       | Català           | Estonià                 | Finès           | Notes                                                                    |
| ----------- | ---------------- | ----------------------- | --------------- | ------------------------------------------------------------------------ |
| buss        | autobús          | buss                    | bussi           |                                                                          |
| kuppi       | copa             | kruus,kapp              | kuppi           |                                                                          |
| kellokült   | retard, tardança | viitsimatus, hilinemine | myöhästyneisyys | Literalment «rellotge-deute». En finès kello = un rellotge / una campana |
| puhukello   | telèfon          | telefon                 | puhelin         | Literalment «parlar-campana». En finès puhua = parlar                    |
| tontöö      | música           | muusika                 | musiikki        | Literalment «to-treball». En estonià töö = treball                       |
| nööt        | nit              | öö                      | yö              |                                                                          |
| koet saapat | calçat           | jalanõud                | jalkineet       | En finès saappaat = botes. En estonià saapad = botes                     |
| hamma       | dent             | hammas                  | hammas          |                                                                          |
| rât         | filferro         | traat                   | johto           |                                                                          |
| râatio      | ràdio            | raadio                  | radio           |                                                                          |

## Premis
- American Library Association Booklist magazine «Editors' Choice Adult Books (2007)» per Born On A Blue Day[49]
- The Sunday Times «Top Choice of Books» per Born On A Blue Day[8]
- American Library Association Young Adult Library Services magazine «Best Books for Young Adults (2008)»[1]
- Ann Arbor/Ypsilanti Reads Arxivat 2016-01-11 a Wayback Machine. «Selection for 2012» (2011)[50]
- Fellow of the Royal Society of Arts (2012)[4]
- American Library Association Booklist magazine «Editors' Choice Adult Books (2017)» per Every Word is A Bird We Teach to Sing[51]
- The New Zealand Listener «The 100 Best Books of 2017» per Every Word is A Bird We Teach to Sing[52]